# الشانزلزيه
الشانزلزيه (بالفرنسية: Avenue des Champs-Élysées) هو أحد شوارع باريس في فرنسا، وهو كذلك من أرقى وأفخم الشوارع السياحية والتجارية في العالم، توجد بالشانزلزيه أرقى المحلات التجارية العالمية والمطاعم الراقية، كما تكثر في الشانزلزيه المقاهي على جنبات الرصيف والطرقات الجانبية، في نهاية الشارع يوجد قوس النصر أحد معالم المدينة.

## شارع الشانزلزيه من مكان موحش إلى أجمل شوارع العالم
الشانزلزيه هو قلب باريس النابض..
يعتبر الفرنسيون شارع الشانزلزيه الذي يقع في العاصمة باريس هو أجمل الشوارع في العالم برمته، حيث السر في جمال ذلك الشارع لا يمكن فقط في عدد المشاهير الذين مروا من خلاله ولا كمية المتاجر والماركات العالمية التي بداخله، بل لأن هذا الشارع يربط بين ساحة الكونكورد المطلة على حدائق متحف اللوفر، بالإضافة إلى قوس النصر الذي شيّده نابليون بونابرت الذي يجمع كل ثقافات العالم في مكان واحد.
عند ذكر كلمة (باريس) أول ما يطرء على الذهن هو برج أيفل الذي بناه المهندس الكسندر غوستاف إيفل، فإن شارع الشانزلزيه هو ثاني معالم باريس بعد إيفل، بالإضافة إلى أنه محفوف بالكثير من معالم فرنسا الشهيرة، ومن أشهر متاحف العالم هو متحف اللوفر الذي يضم لوحة الموناليزا ويقع خلف ساحة ساحة الكونكورد، وفي المحيط نفسه يقع مجلس النواب وكنيسة لامادلين وكاتدرائية نوتردام، وقوس النصر الذي يشكل مفترق طرق لأهم 12 شارعا في باريس، وبالإضافة إلى الرحلات المائية في نهر السين، ووجود 36 جسرا قديما أقدمها جسر نف الذي يعود إلى عام 1606.
لم يكن السبب الحقيقي في اكتساب شارع الشانزلزيه الشهرة هو اتساع مساحته حيث يبلغ عرضه 70 مترا، وطوله 1910 متر، ليس لكونه يحفل بتاريخ غني بالأحداث حيث سار عبره ملوك وأباطرة فرنسا، بل لأنه يعتبر ملتقى السائحين من كل أقطار العالم الذين جاءوا للاستمتاع بجماله، ففي هذا الشارع تسمع أذنك كل لغات العالم، شارع الشانزلزيه هو أشهر مزار سياحي في أوروبا بعد برج إيفل، فالزحمة في ذلك الشارع تبقى ليل نهار، حيث يبلغ عدد زائريه نحو 220 مليون سائح سنوياً، غير أنه يعد مسرحاً للمتاجر الشهيرة والمقاهي الكبيرة مثل الكارويدور والفوكيه والمطاعم ودور السينما والمسارح.
ويعتبر الشانزليزيه أيضاً محل المظاهرات الرسمية والشعبية بالدرجة الأولى، ففيه يقام العرض العسكري السنوي؛ تخليدا لذكرى سقوط سجن الباستيل في 14 يوليو 1892 وفيه تنتهي كل عام جميع المسابقات الرياضية الكبرى كسباق الدراجات وماراثون باريس، وفيه يلتقي أيضا الفرنسيون للاحتفالات الشعبية.
وإذا كان الشانزليزيه يتحدث كل اللغات خلال العام فإنه يفضل التكلم باللغة العربية خلال أشهر الصيف، وذلك بسبب قضاء أغلبية السائحين العرب إجازاتهم في باريس.

## التاريخ
يرجع تاريخ شارع الشانزليزيه إلى عام 1616 حين أنشأت الملكة مارى دى مديسيس طريقا محفوفا بالأشجار بهدف تأمين التنزه للناس وهم داخل عربات الخيل، وبعد أن أشرف على إعادة تشجيره الخبير في الحدائق الملكية لونوتر عام 1667 حيث ضاعف من عدد أشجاره على صفين منتظمين ومتواصلين من كل جهة اتخذت اسم الشانزليزيه عام 1709 ، مع ذلك بقي هذا طيلة القرن الثامن عشر شارعا يؤمه الناس بالعربات في النهار، ويتحول في الليل إلى مكان موحش ومخيف لا يتجرأ الكثير على المرور فيه، ولم يكن فيه سوى بعض المباني التي  تعد على أصابع اليد الواحدة.
واليوم لم يبق من هذه المباني القديمة سوى مبنى واحد يقع هو رقم 25 تملكه ابنة الماركيزة بايفا، وكانت من أصل برتغالي، وهو يتضمن في داخله سلما من حجر الأونيكس، ويعتبر السلم الوحيد من نوعه في العالم، وحين بنى الإمبراطور نابليون بونابرت قوس النصر؛ تخليدا لانتصاراته العسكرية ومعاركه، الحربية وأسماء الجنرالات الذين عملوا معه حيث حفرت أسماؤهم على واجهة القوس، وأخذ شارع الشانزليزيه أهمية وطنية أكبر باعتبار أن الجيوش الفرنسية كانت تعبرها في طريق الذهاب والعودة من الحروب.
وفي القرن العشرين قررت السلطات وضع النصب التذكاري للجندي المجهول عند أعتاب قوس النصر الذي يزيد ارتفاعه على الخمسين مترا، وفي عام 1828 أصبح الشارع ملكا لبلدية باريس بعد تنازل البلاط الملكي عنها ووقتها تحولت سريعا من طريق موحش إلى شارع يضج بالناس وصخب الحياة، فقامت البلدية بإنشاء أرصفة عريضة على جانبيه، وعمدت على إضاءته بواسطة أعمدة الإنارة بالغاز، وأصبح ساحة لقاء أهل باريس الذين أصبحوا يرتادونه ليلا ونهارا يتنزهون فيه، ويشاهدون العديد من الألعاب التي كان يقوم بها الفرسان على خيولهم.
وانتشرت منذ ذلك الحين المقاهي والمطاعم والفنادق، وازدحم بالناس لاسيما الأثرياء الذين كانوا يعبرونه ذهابا وإيابا في طريقهم إلى ميدان سباق الخيل الشهير المجاور في لونشان، ومع إقامة المعارض الدولية في القصرين الكبير والصغير المتواجدين على جانبي الشانزليزيه تحول في القرن التاسع عشر إلى ما يشبه “قلب باريس” النابض بالحياة ليل نهار خصوصا بعد أن أنارتها البلدية عام 1870 بأكثر من 3000 ضوء تعمل بالغاز وتضيء جوانبها، ويمتد الشانزليزيه بطول حوالي 2 كيلو مترا منذ بدايته عند قوس النصر الشهير الذي أقامه نابليون بونابرت؛ تخليدا لانتصاراته وفتوحاته العسكرية، ويمر حوله يوميا أكثر من 100 ألف سيارة لتنتهي عند ساحة “الكونكورد” التي تعتبر بدورها أكبر ساحة في العالم على الإطلاق، وتزين الكونكورد بتماثيل ضخمة عند مدخل كل شارع متفرع عنها يرمز كل منها إلى مدينة معروفة من كبرى المدن الفرنسية، ووسط الساحة تنتصب المسلة المصرية الشهيرة التي أهداها الخديو إسماعيل إلى فرنسا، وهي مسلة تعود إلى الفراعنة، وتعتبر قمة الفن الفرعوني، وأصبح الشانزليزيه حاليا يضم ثمانية خطوط سير، أربعة بكل جانب يضخ وبدون توقف بحركة سير مزدحمة حتى أصبحت ثاني أغلى منطقة عقارية في العالم اليوم، بعدما كانت في عام 1994 في المرتبة العاشرة عالمياً.

## أفضل الأنشطة عند زيارة شارع الشانزليزيه في باريس

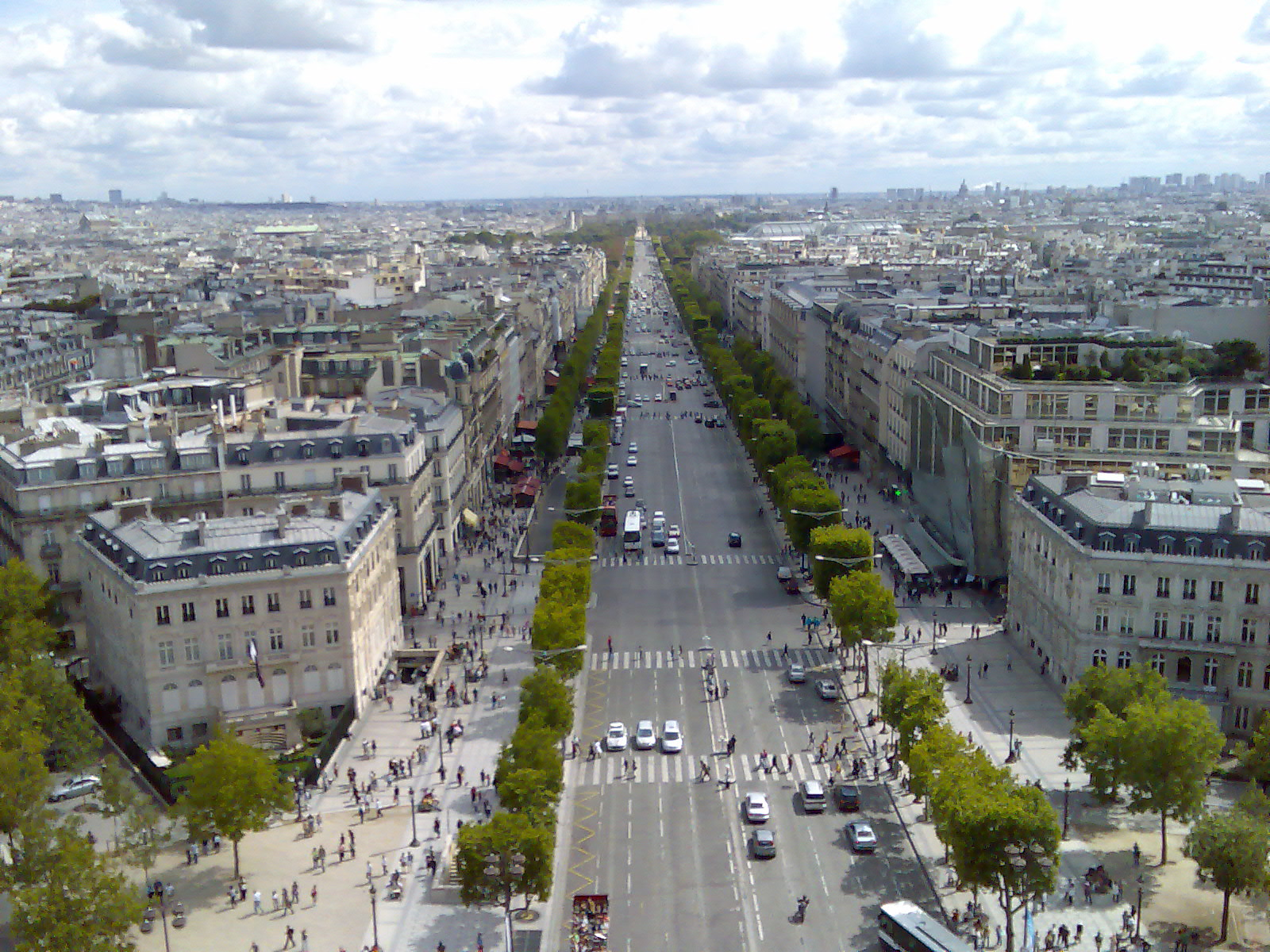
شارع الشانزليزيه كما يظهر من أعلى مبنى قوس النصر

- يحب السياح وأهالي المدينة المشي في الشارع العريق والاستمتاع بمشاهدة معالمه الكثيرة بين قوس النصر وساحة الكونكورد، وأضواءه اللافتة والأشجاره الممتدة على طوله.
- وبه أشهر المتاجر التي تحمل الماركات العالمية وأرقاها.
- بالإضافة إلى وجود أشهر وأرقى المطاعم العالمية وأجمل الجلسات في شارع الشانزلزيه.
- وشارع الشانزليزيه أيضاً يضم عدداً من المتاحف التي يمكنك زيارتها مثل متحف القصر الكبير ومتحف القصر الصغير ومتحف اللوفر وغيرها.
- ومشاهدة الفعاليات والأحداث التي تقام سنوياً في شارع الشانزلزيه مثل: الموكب العسكري للعيد الوطني الفرنسي، وأضواء الكريسماس وغيرها.
- الصعود إلى أعلى قوس النصر القائم في نهاية شانزليزيه باريس للاستمتاع بمنظر بانورامي رائع لمدينة باريس الجميلة من أعلى.

## من أشهر الأسواق في شارع الشانزلزيه

### أسواق لا بيور
L’Habilleur تعتبر من أرخص متاجر التسوق في شارع الشانزلزيه وبها العديد من أنواع أزياء وملابس الماركات التجارية المعروفة.

### أسواق لو موتون أ سينك باتس
Le Mouton à cinq pattes تم إنشاء هذه الأسواق في 1960، وتوفر الأسواق بضائع من أفخم ماركات الأزياء العالمية.

### سوق دي ريفولي
شارع دي ريفولي Rue de Rivoli هو من أشهر شوارع باريس، تقع بداية هذا الشارع في ساحة الكونكورد الشهيرة حيث يضم العديد من المتاجر الراقية لأشهر الماركات العالمية خصوصاً في المنطقة مابين ساحة الكونكورد ومتحف اللوفر.

### أسواق تاتي
أسواق Tati تعتبر من أفضل الأسواق التي توفر العديد من المنتجات التي تناسب جميع الأعمار، بالإضافة إلى مستحضرات التجميل وألعاب الأطفال والمستلزمات المنزلية وفساتين الزفاف، ولكن جميع بضائعها تعتبر تقليدية بنسب متفاوتة للماركات العالمية.

### شارع هوسمان
Boulevard Haussmann هو أحد أكبر الشوارع التي تستقطب المتسوقين في باريس، به توجد أشهر المتاجر لأشهر الاركات العالمية، كما أن مجمع غاليري لافاييت الشهير يقع ضمن محيط الشارع إلى جانب المتاجر الفرنسية العصرية.

### أسواق لا فالي فيلاج
تقع أسواق لا فالي فيلاج La Vallée Village بالقرب من ديزني لاند في مدينة باريس، وفي شارع لو غارون تحديدًا، وتعتبر من اسواق باريس الرخيصة، بالإضافة إلى أنها توفر خصومات مذهلة، وويعتبرها الفرنسيون بجنة التسوق بأسعارٍ رخصية.

### متجر بون مارشيه
متجر بون مارشيه Le Bon Marché يقع في الدائرة السابعة في باريس، وتم انشائه في عام 1852م، وبذلك يعتبر من أول المتاجر في باريس، فهو يضم العديد من الأنشطة التسوقية من الأزياء والاكسسوارات ومواد التجميل والمواد الغذائية والأثاث والديكور بالإضافة إلى العديد من المطاعم والمقاهي.

### أسواق بيل إير ستوك
تعتبر أسواق بيل إير ستوك Bel Air Stock من ارخص اماكن التسوق في باريس التي توفر خصومات تصل إلى 50٪.
وتوجد منها 3 فروع في باريس، وتم تأسيسها في ثمانينات القرن الماضي.

### محلات بريمارك باريس
تعتبر سلسلة لبيع الملابس بدأت في ايرلندا تحت اسم Penneys، وانتفي رشرت في الآونة الأخيرة أنحاء أوروبا وأمريكا الشمالية، ويوجد أحد فروع بريمارك في باريس بمول Qwartz Mall على بعد 20 دقيقه عن قوس النصر، رخص أسعارها وجودة تصنيعها وتنوع مجموعاتها لترضي زبائنها هو الذي يميزها عن غيرها.

### سوق باريس كوا دى ماركيز
هو أحد المتاجر الرخصية في باريس، ويعتبر أيضاً من أشهر الأسواق التي تقدم التخفضات على كل من ملابس الرجال والنساء، بالإضافة إلى الملابس الرياضية أيضاً.

### سوق Mc Arthur Glen Roubaix
أحد أشهر أسوق باريس التجارية، حيث يزوره أكثر من ثلاثة ملايين زائر كل عام.

### سوق  Troyes Marques Avenue Outlet
من ضمن أماكن التسوق الرخيصة في باريس، ويقع على بعد 90 دقيقة من باريس.يقع في قلب مدينة تروبس، مدينة الفنون والحضارة والتاريخ.
يزوره سنويا أكثر من مليون زائر سنويا، ويتوافر فيه العديد من الماركات العالمية الشهيرة.ويتوفر فيه العديد من الأغراض بجودة عالية، وأسعار رخيصة.

### سوق Puces de Clignancourt
يعتبر من أقدم وأشهر سوق للمستهلك في باريس، وهو مقام على مساحة أرض ضيقة قرب الحدود الشمالية للمدينة.

### سوق   Bastille Market
وهناك سوق آخر شهير هو السوق الذي ينطلق في نهاية كل أسبوع على طول شارع ريتشارد لينوار الصاخب بالقرب من ساحة الباستيل، بالإضافة إلى المنتجات المتميزة والجبن والزهور.

## الأحداث المهمة
يجري في هذا الشارع الاحتفال بـ العيد الوطني الفرنسي والعرض العسكر المرافق، حيث تعبُره الدبابات والعربات المدرعة وتمرّ فوقه أسراب الطائرات في 14 تموز / يوليو من كل سنة.

## المراجع

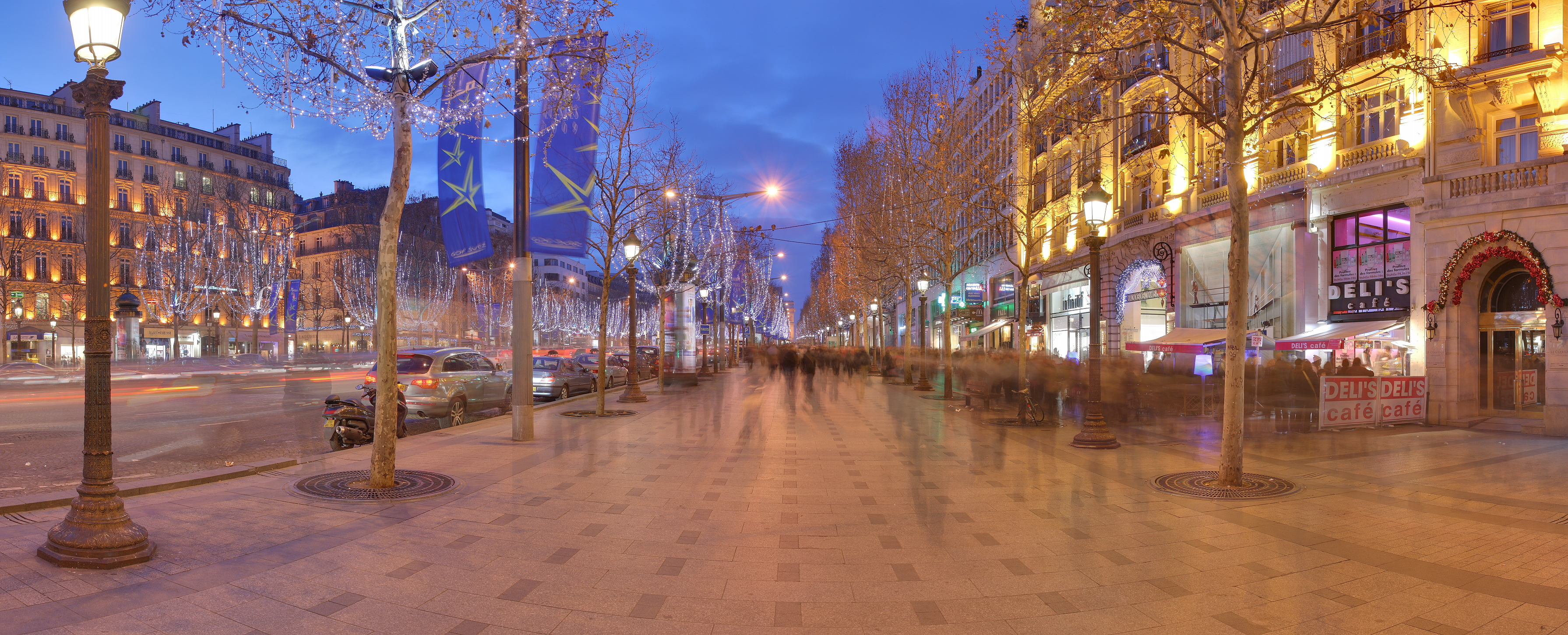
رصيف المشي الشمالي في الشانزلزيه.

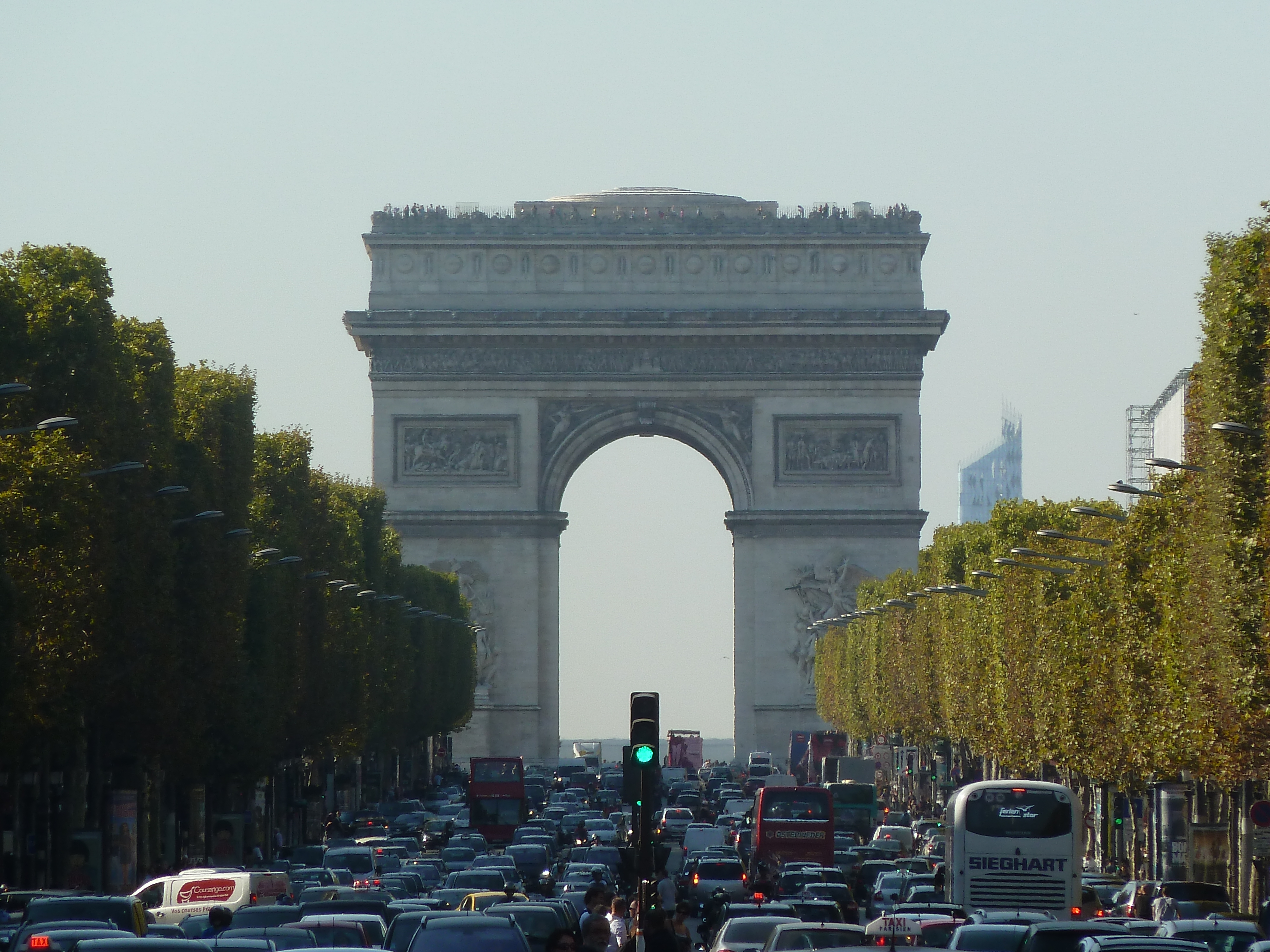
منظر من الجهة الغربية
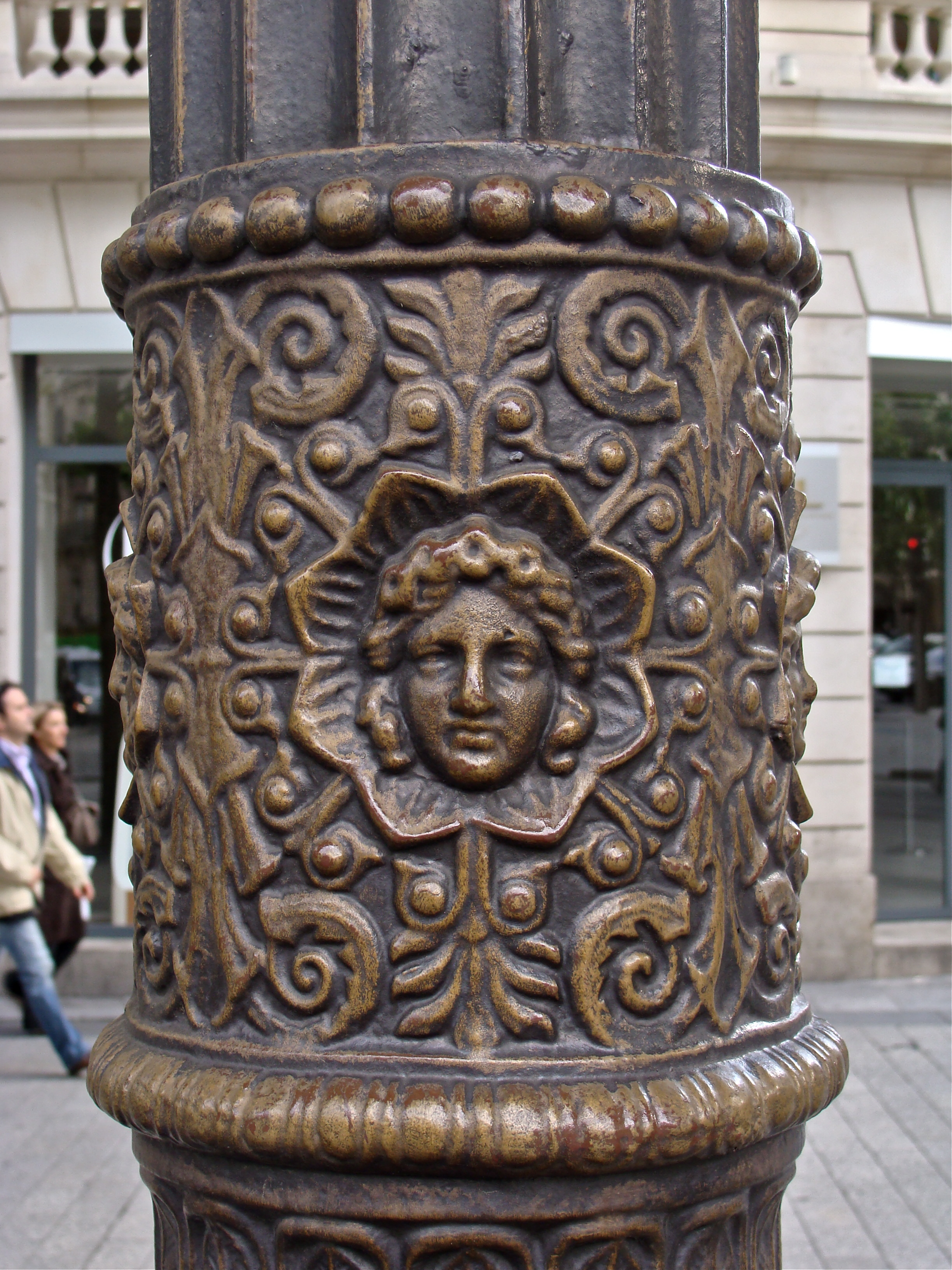
تفاصيل لعمود كهربائي بعد التجديد في 1994
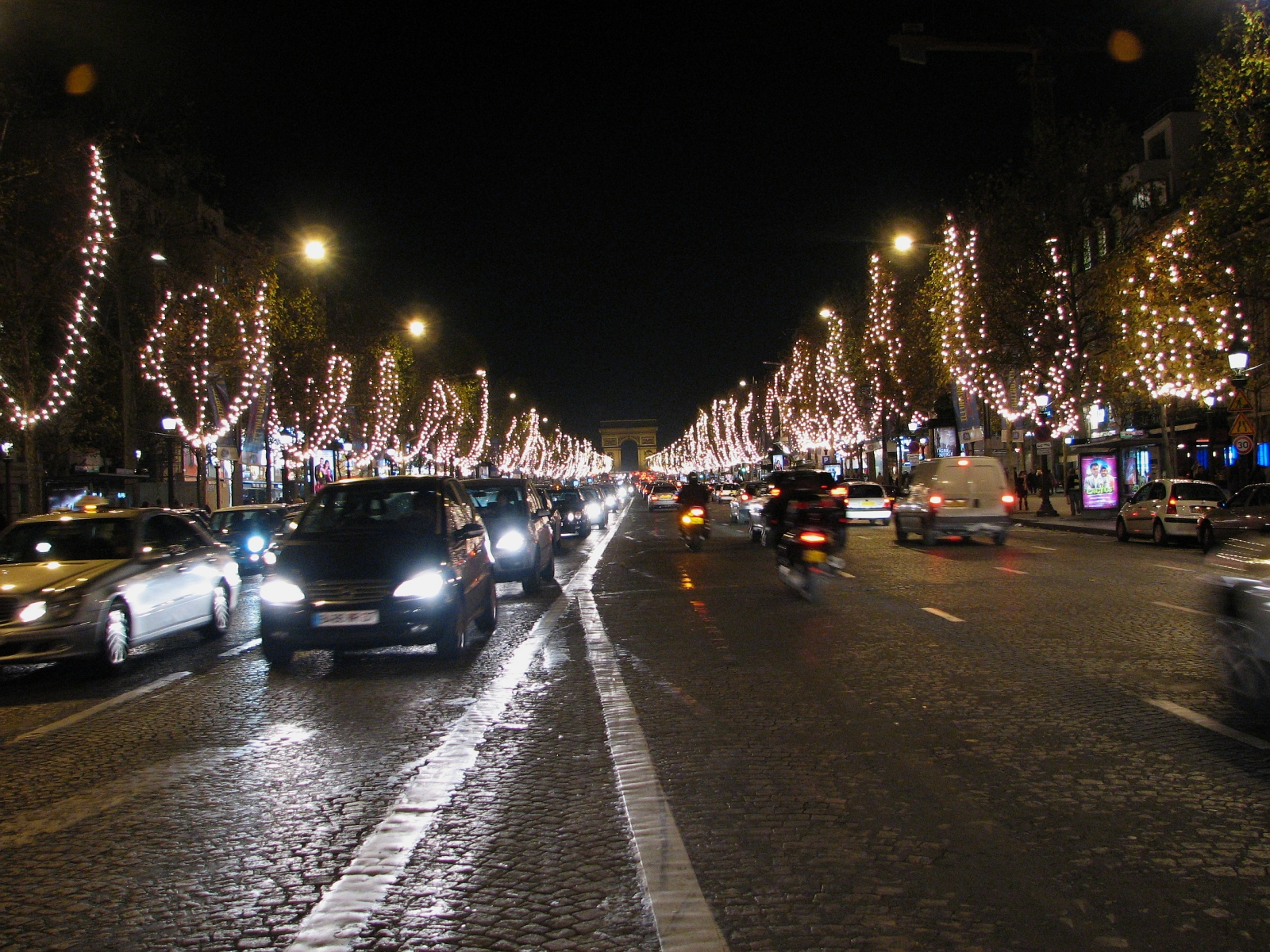
الشارع مزين في عيد الميلاد
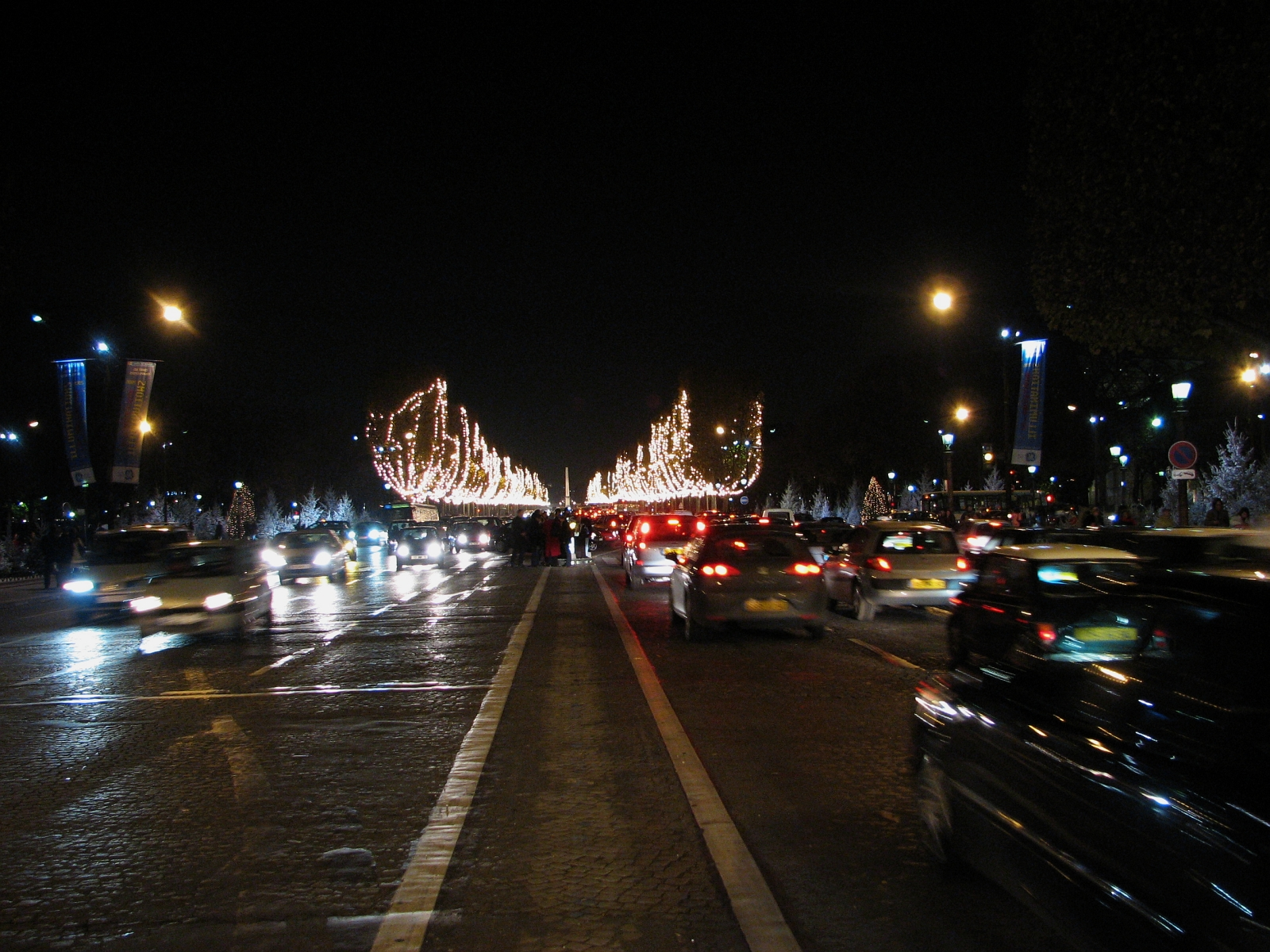
الشارع مزين في عيد الميلاد
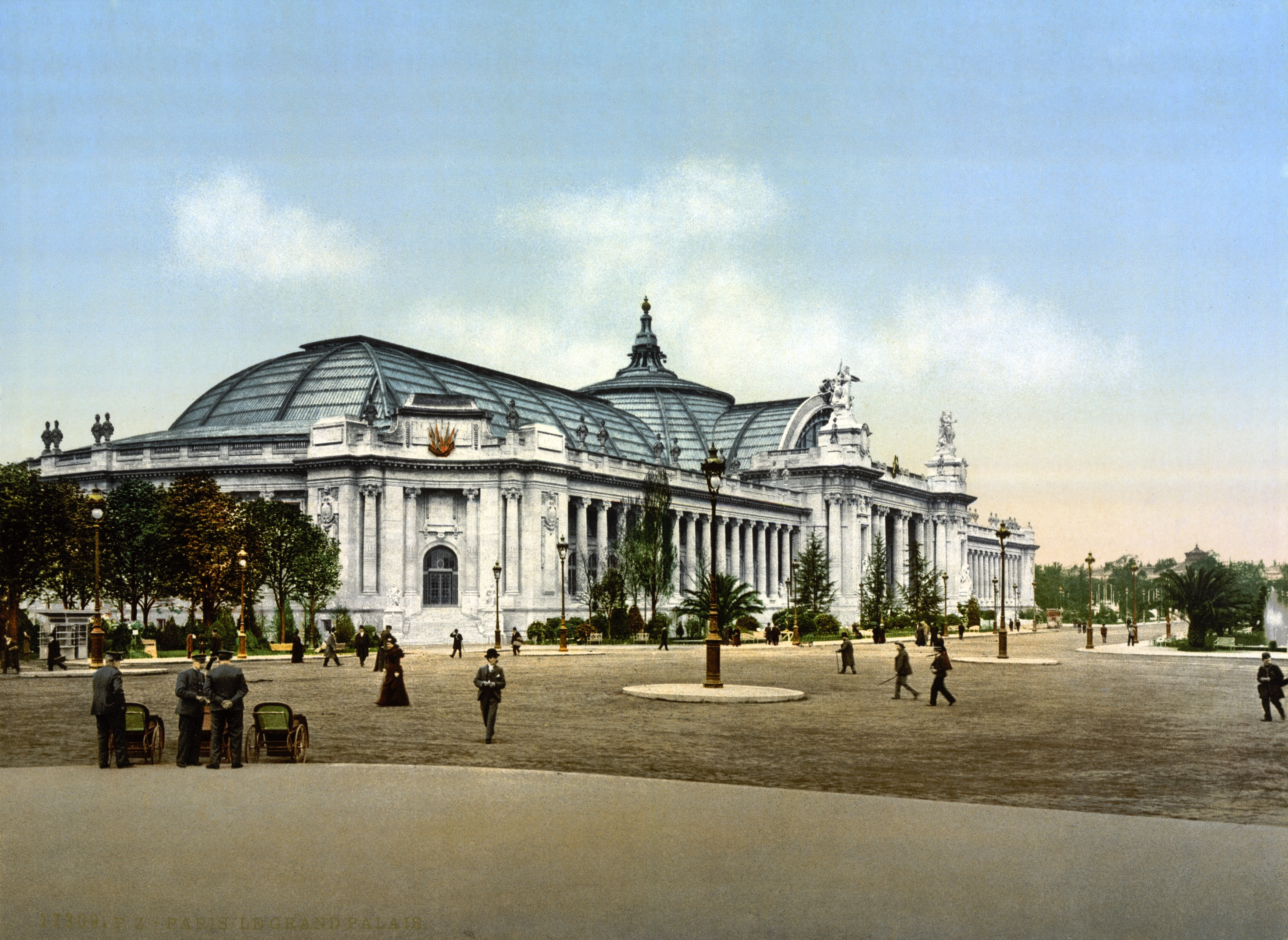
قصر "لو غراند باليه"(1900)
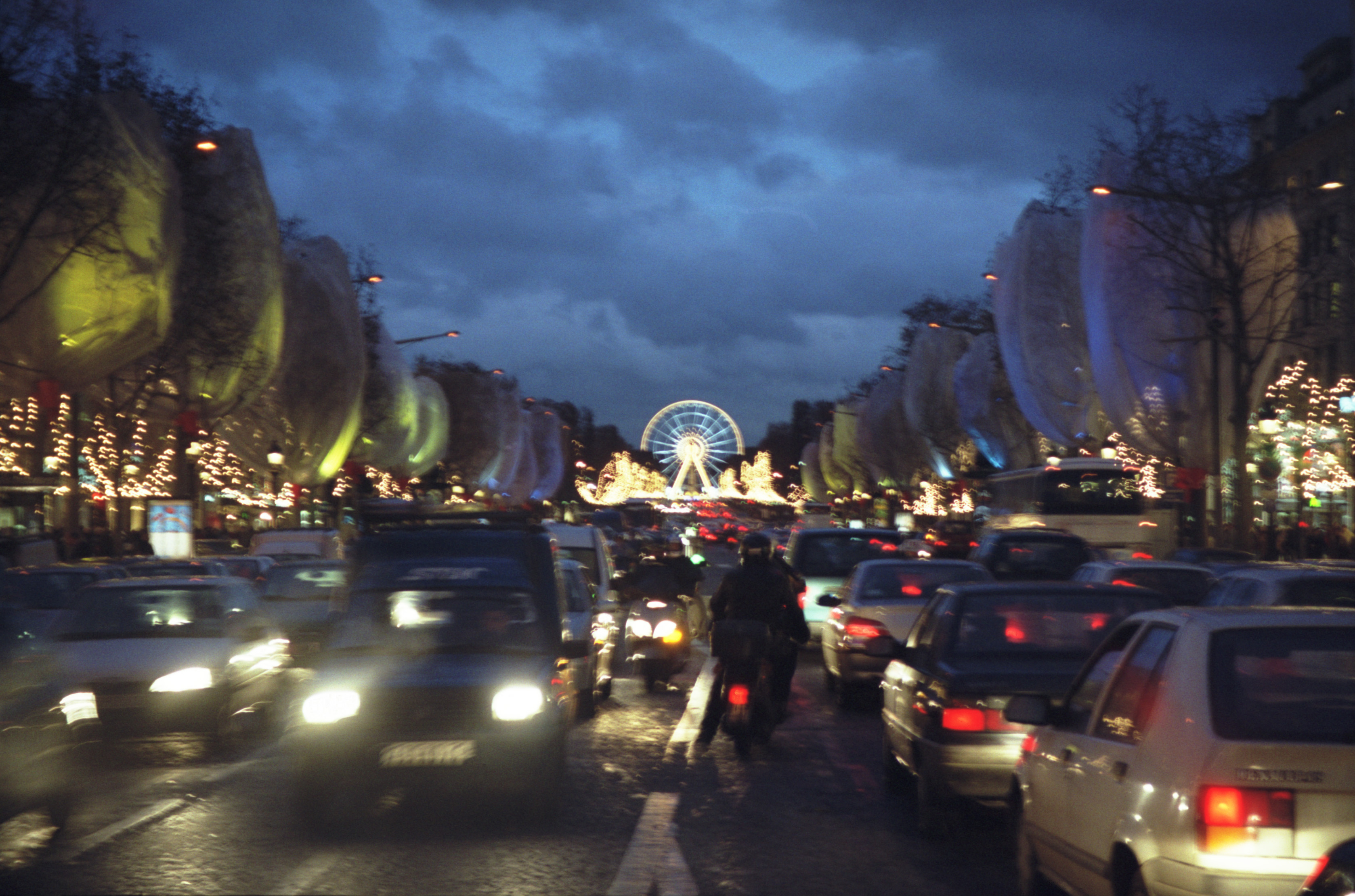
منظر شرقي
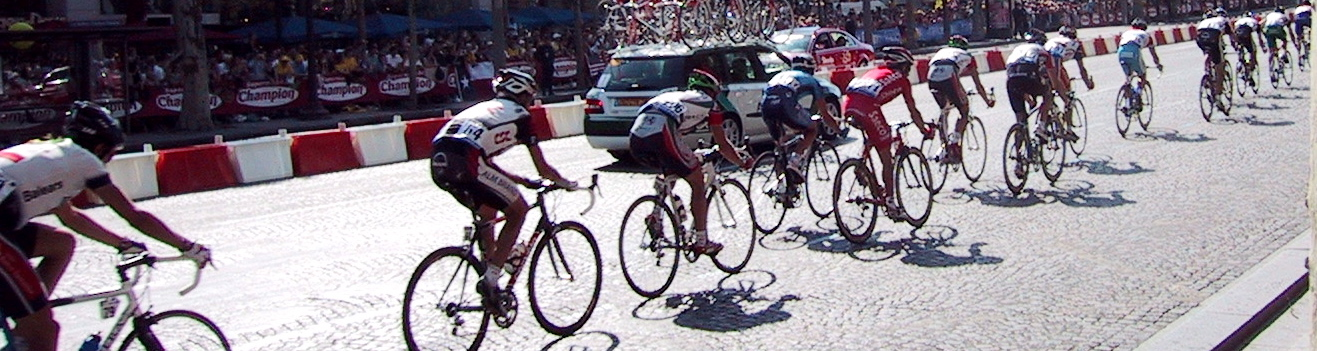
سباق طواف فرنسا في المرحلة 20 والنهائية عند وصوله شارع الشانزلزيه
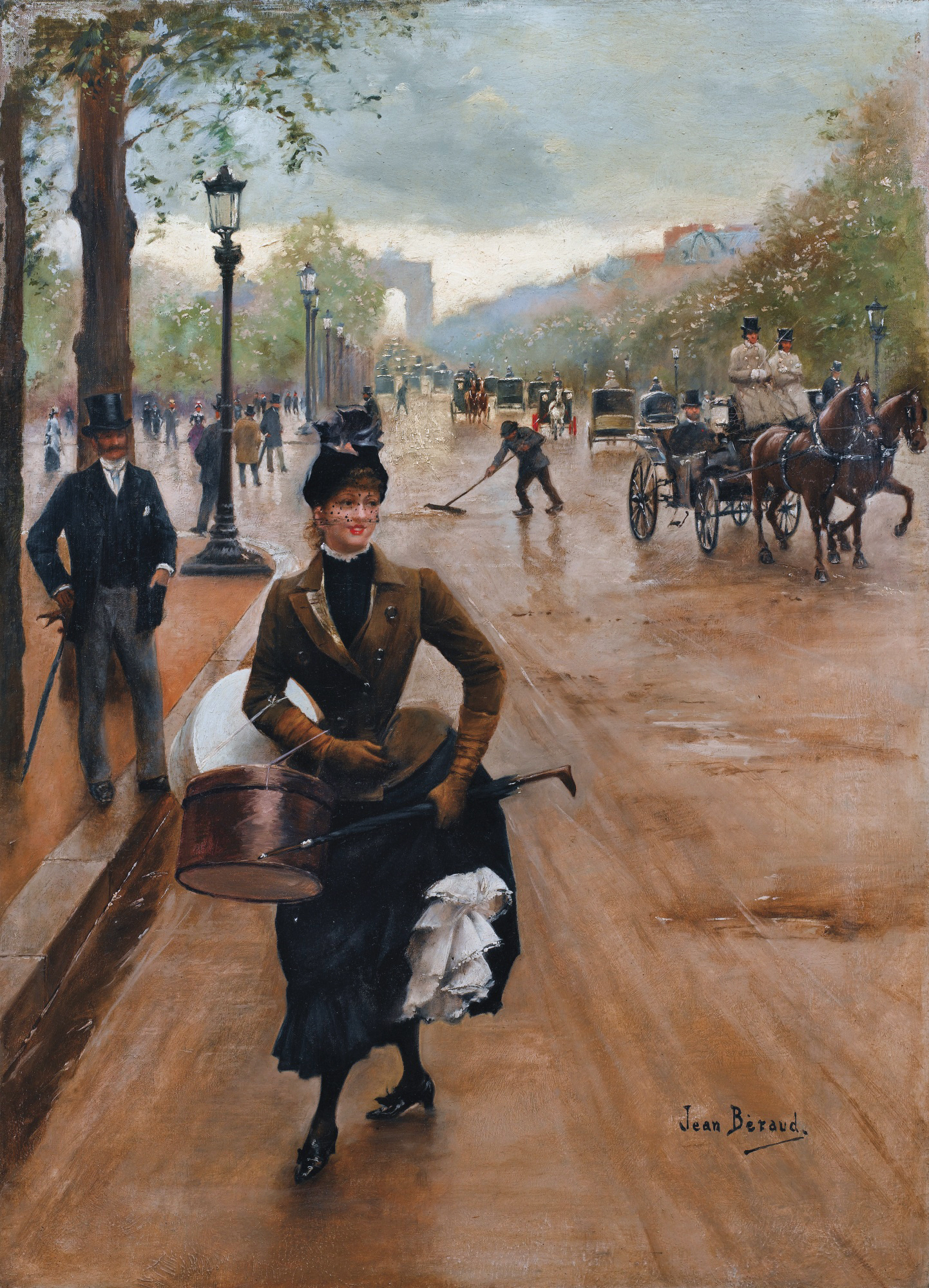
الشانزليزيه ، لوحة للفنان جين بيرو (1848–1935).

## أعلام
- أودون فون هورفات

## وصلات خارجية

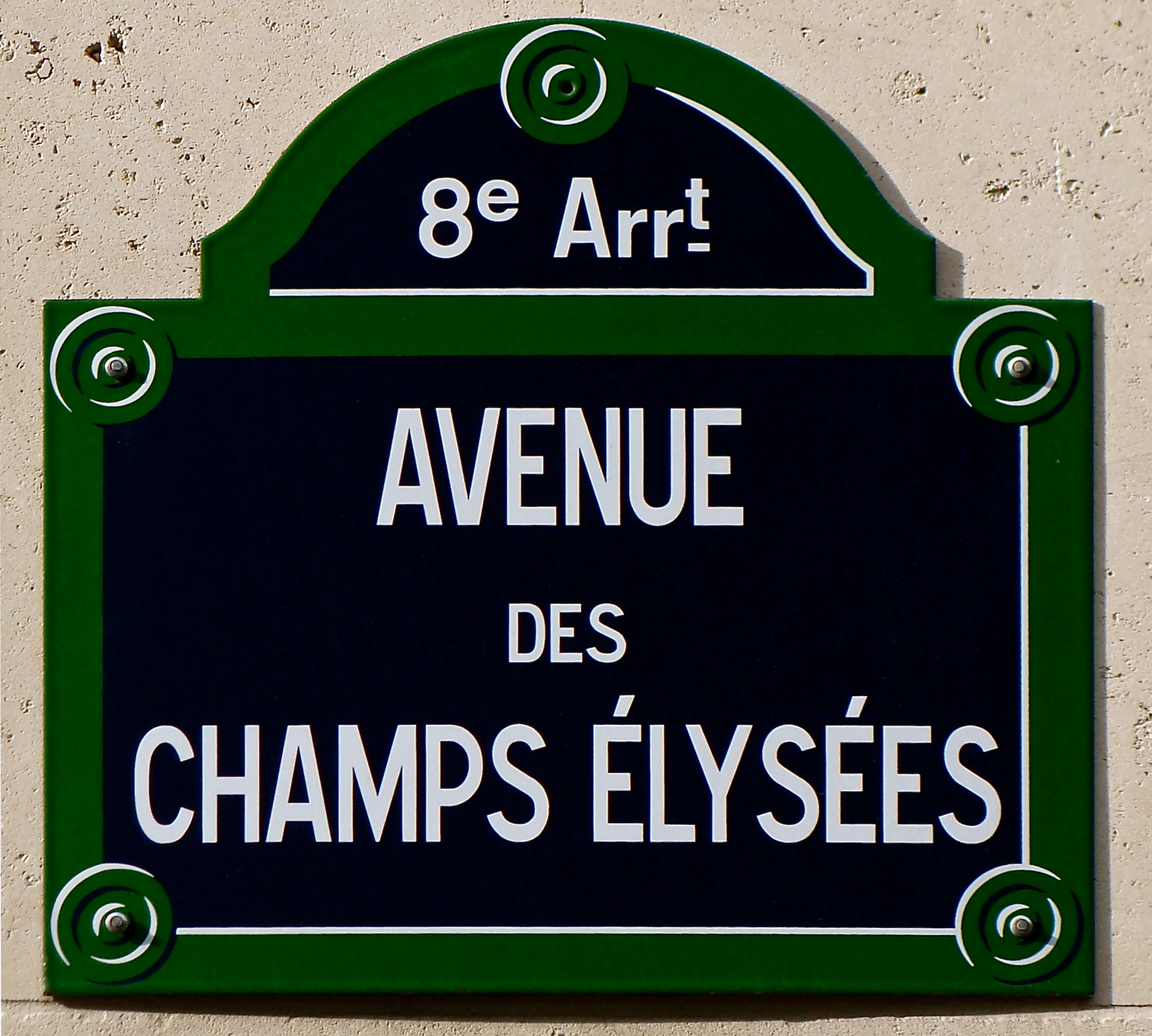

- The Official website about the Champs-Elysees (بالفرنسية)
- The Champs Élysées district - current photographs and of the years 1900
- Barry Bergdoll, Columbia University: Paris maps
- Satellite image from Google Maps